# 奧爾科特 (紐約州)
奧爾科特（英語：Olcott）是位於美國紐約州尼亞加拉縣的普查規定居民點。

## 人口
根據2020年美國人口普查的數據，奧爾科特的面積為11.32平方千米，當中陸地面積為9.40平方千米，而水域面積為1.92平方千米。當地共有人口1072人，而人口密度為每平方千米94.7人。